# Митва
Митва (біл. Мытва) — річка в Гомельській області Білорусі, права притока Прип'яті (басейн Дніпра).

## Загальні дані
Довжина — 47 км, площа басейну — 430 км². Щорічний стік (середній) становить близько 1,7 м³/с. Загальне падіння річки — 113,4 м. Показник похилу (середній) річки — 0,9 ‰.

## Притоки
- Усично[1]
- Млинок (права притока).